# C/1996 R1 Hergenrother-Spahr
C/1996 R1 Hergenrother-Spahr è una cometa non periodica scoperta il 7 settembre 1996 dagli astronomi statunitensi Carl W. Hergenrother e Timothy B. Spahr. La sua orbita è retrograda.